# Espato de Islandia

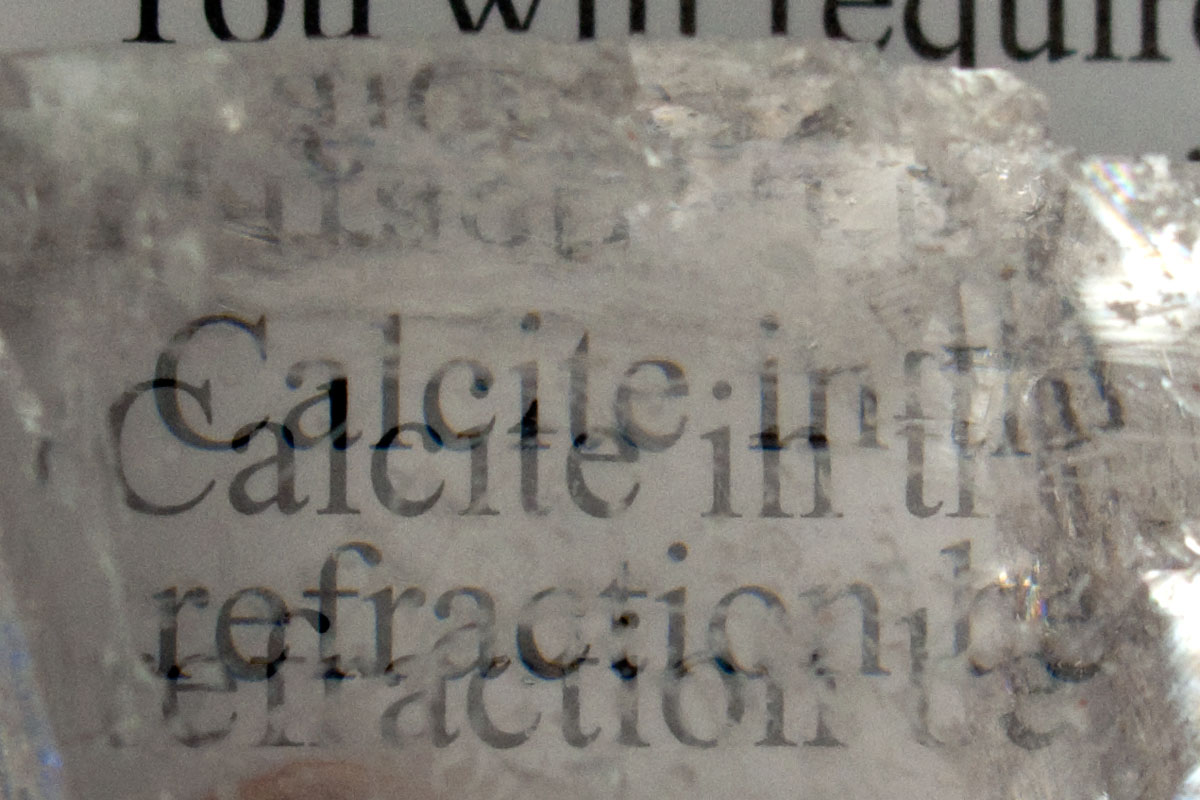
Birrefringencia en un espato de Islandia

El espato de Islandia es una variedad de calcita transparente y romboédrica, fácilmente exfoliable. Presenta la propiedad óptica de la birrefringencia, es decir, que tiene una doble refracción. Para la longitud de onda de ~590 nm tiene índices de refracción ordinario y extraordinario de 1,658 y 1,486, respectivamente.
Este fenómeno fue descubierto en 1669 por Erasmus Bartholinus (1625-1698), mientras que Christian Huygens (1629-1695) se aproximó a él de una forma sistemática y lo explicó con la suposición de la transmisión de una onda secundaria elipsoidal, además de la principal de forma esférica. 
Durante esta investigación Huygens descubrió la polarización. Cada uno de los dos rayos emergentes de la refracción del espato de Islandia puede extinguirse haciéndolo pasar por un segundo cristal del mismo material rotado alrededor de un eje con la misma dirección que el rayo luminoso.

## La "piedra solar" de los marinos vikingos

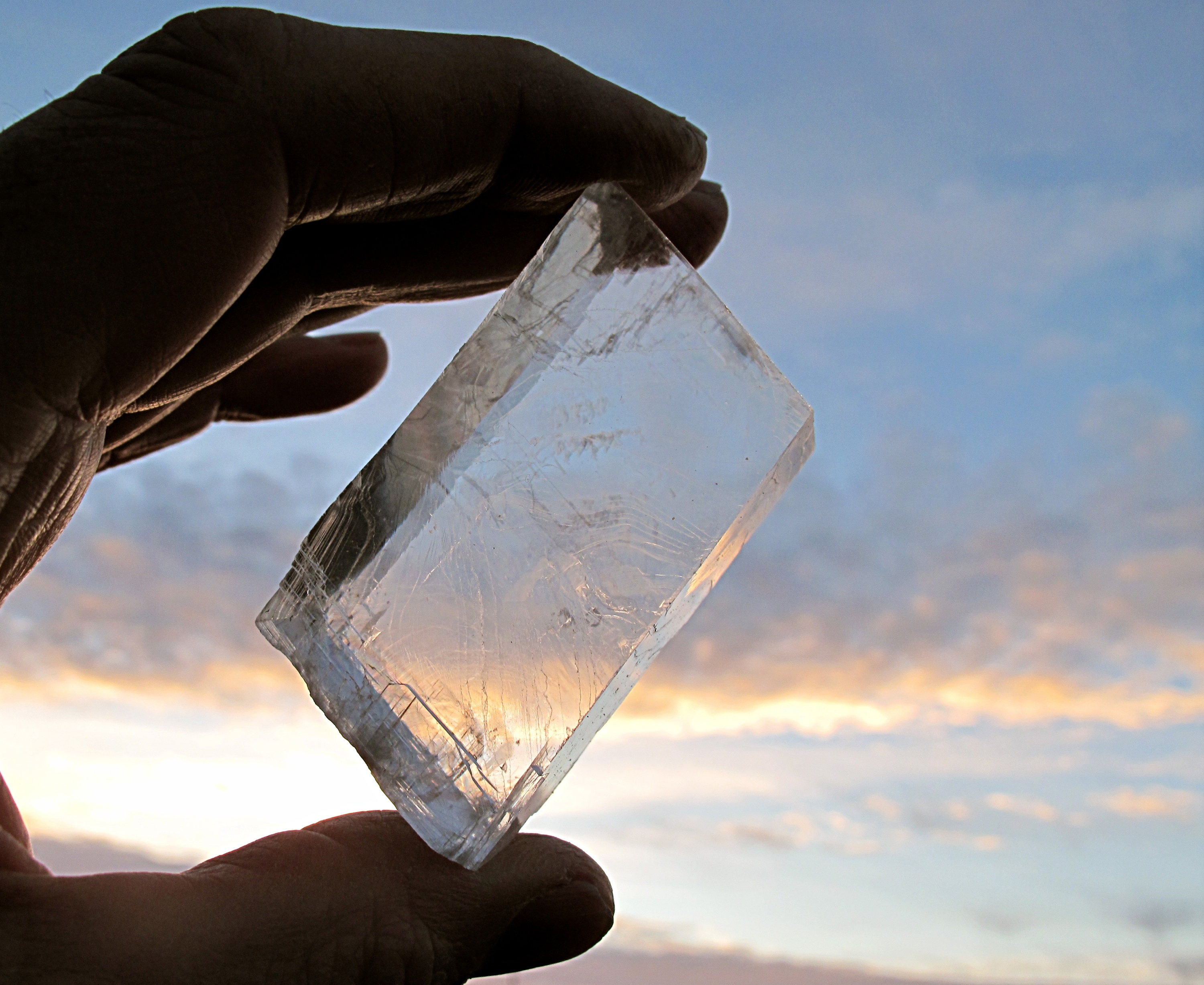
Un cristal de espato de Islandia.

Los marinos vikingos recorrieron y dominaron el Atlántico Norte durante tres siglos a partir del siglo VIII. Un misterio histórico es cómo fueron capaces de navegar sin conocer la brújula, con periodos de día o de noche perpetuos y estando casi siempre nublado en sus dominios, lo que dificultaría enormemente la orientación con las estrellas o el sol. Las leyendas hablan del uso de unas extrañas piedras solares. En 1967 el arqueólogo danés Thorkild Ramskou lanzó una atrevida hipótesis: los vikingos usaban la polarización de la luz dispersada por las nubes ayudándose de cristales de cordierita. Pocos le creyeron porque no se veía la manera de que pudiesen hacerlo.
Hace casi medio siglo el libro Waves, de la serie de libros de texto Berkeley Physics Course, mencionaba en un ejercicio el uso de cristales birrefringentes como instrumentos de navegación, que permitían a los vikingos orientarse cuando el sol era oscurecido por las nubes. La revista del CERN (Centro Europeo de Investigaciones Nucleares) ha publicado un artículo donde se comenta la investigación de unos físicos húngaros. En ella sostienen que los vikingos usaron espato de Islandia, que es un polarizador natural por la propiedad óptica de la birrefringencia. Esta teoría tiene dos  inconvenientes: en primer lugar, no hay ningún texto medieval que hable de un posible uso náutico del sólarsteinn, y, en segundo lugar, el espato de Islandia es un mineral que solo se encuentra en Islandia. Este mineral no se encuentra en Noruega, Suecia o Dinamarca. Sin embargo, la actividad vikinga empezó unos ochenta años antes del descubrimiento de Islandia, lo que implica que los vikingos se orientaron por el Atlántico sin espato de Islandia durante este tiempo y que el espato de Islandia, por tanto, no puede ser el cristal con el que los vikingos se habrían orientado en alta mar, si es que realmente se orientaron de este modo. En todo caso, es más plausible la tesis de Thorkil Ramskou de que los vikingos se orientaron con cordierita -un mineral que sí se encuentra en Noruega y Suecia, por ejemplo-. Sólo en una única ocasión los textos medievales nos presentan un uso del sólarsteinn a modo de reloj de sol de bolsillo para determinar posición del sol, y por tanto, la hora del día, en un día nublado en el que está cayendo una abundante nevada. Fuera de este único ejemplo, todas las demás atestaciones de la palabra en textos medievales aparecen en un entorno eclesiástico (p.e., en inventarios de iglesias), lo que hace suponer que realmente se usaba para determinar la posición del sol y por tanto, la hora del día y la hora en que debían realizarse los oficios religiosos.
Navegando en un día nublado cuando no se tiene idea de dónde está el sol, los vikingos escudriñaban el cielo con un cristal de espato de Islandia, rotándolo mientras barrían el horizonte en un círculo. En un punto determinado encontraban que el brillo aumentaba notablemente a través del cristal. Determinaban así una línea que apuntaba al sol. Continuaban navegando y repetían la operación. Esas dos líneas daban una buena estimación de dónde se encontraba el astro. Con un artilugio móvil, colocaban una antorcha en una posición de esa dirección simulando así la estrella. Con un reloj solar averiguaban no sólo la hora sino que mantenían la posición del sol. De esta manera determinaban y mantenían el rumbo.

## En la literatura
- El escritor estadounidense Thomas Pynchon hace del espato de Islandia uno de los motivos centrales de su novela Contraluz publicada en 2006.[6]